# Aiello del Sabato
Aiello del Sabato ist eine Gemeinde mit 3995 Einwohnern (Stand 31. Dezember 2023) in der Provinz Avellino, Region Kampanien.
Die Nachbarorte von Aiello del Sabato sind Atripalda, Avellino, Cesinali, Contrada, San Michele di Serino, Serino und Solofra.